# Foresta secca di Capo Verde
La foresta secca di Capo Verde è un'ecoregione dell'ecozona afrotropicale, definita dal WWF (codice ecoregione: AT0201), costituita dall'arcipelago di Capo Verde, nell'oceano Atlantico.

## Territorio
Capo Verde è un arcipelago costituito da dieci isole e cinque isolotti situato nell'oceano Atlantico orientale a circa 500 km di distanza dalle coste del Senegal. L'arcipelago è suddiviso in due gruppi: quello delle Barlavento, o isole sopravento, a nord, e quello delle Sotavento, o isole sottovento, a sud. Le dimensioni variano notevolmente da un'isola all'altra: la maggiore è Santiago (São Tiago, 991 km²), mentre Raso (7 km²) è una delle più piccole. La superficie totale dell'arcipelago è di 4564 km².
L'arcipelago è di origine vulcanica, ed è situato nella parte sud-occidentale della piattaforma continentale senegalese su una crosta oceanica di età compresa tra i 140 e i 120 milioni di anni. Il paesaggio è accidentato e impervio sulle isole più recenti (Fogo, Santo Antão, Santiago e São Nicolau), con picchi che superano i 2000 m (la cima più alta è il Pico do Fogo, con i suoi 2829 m), ma relativamente pianeggiante su quelle più antiche (Maio, Sal e Boa Vista). Il grado di variabilità topografica è correlato soprattutto all'età delle isole ed alla presenza di vulcani. Le rocce principali sono basalto e calcare, e sono presenti depositi di salgemma e caolino.
Capo Verde ha un clima tropicale con due stagioni: una stagione secca da dicembre a luglio e una stagione umida tra agosto e novembre. Le isole più elevate, dove sono presenti vulcani attivi, ricevono maggiori quantità di pioggia rispetto a quelle più basse e pianeggianti a causa dell'effetto dell'ombra pluviometrica. Le temperature variano tra 20 e 35 °C, con medie di 25-29 °C. I suoli vulcanici sono piuttosto fertili, ma quasi ovunque le isole sono troppo aride per consentire l'agricoltura. Periodicamente le isole sono colpite da prolungate siccità e scarsità d'acqua.

## Flora

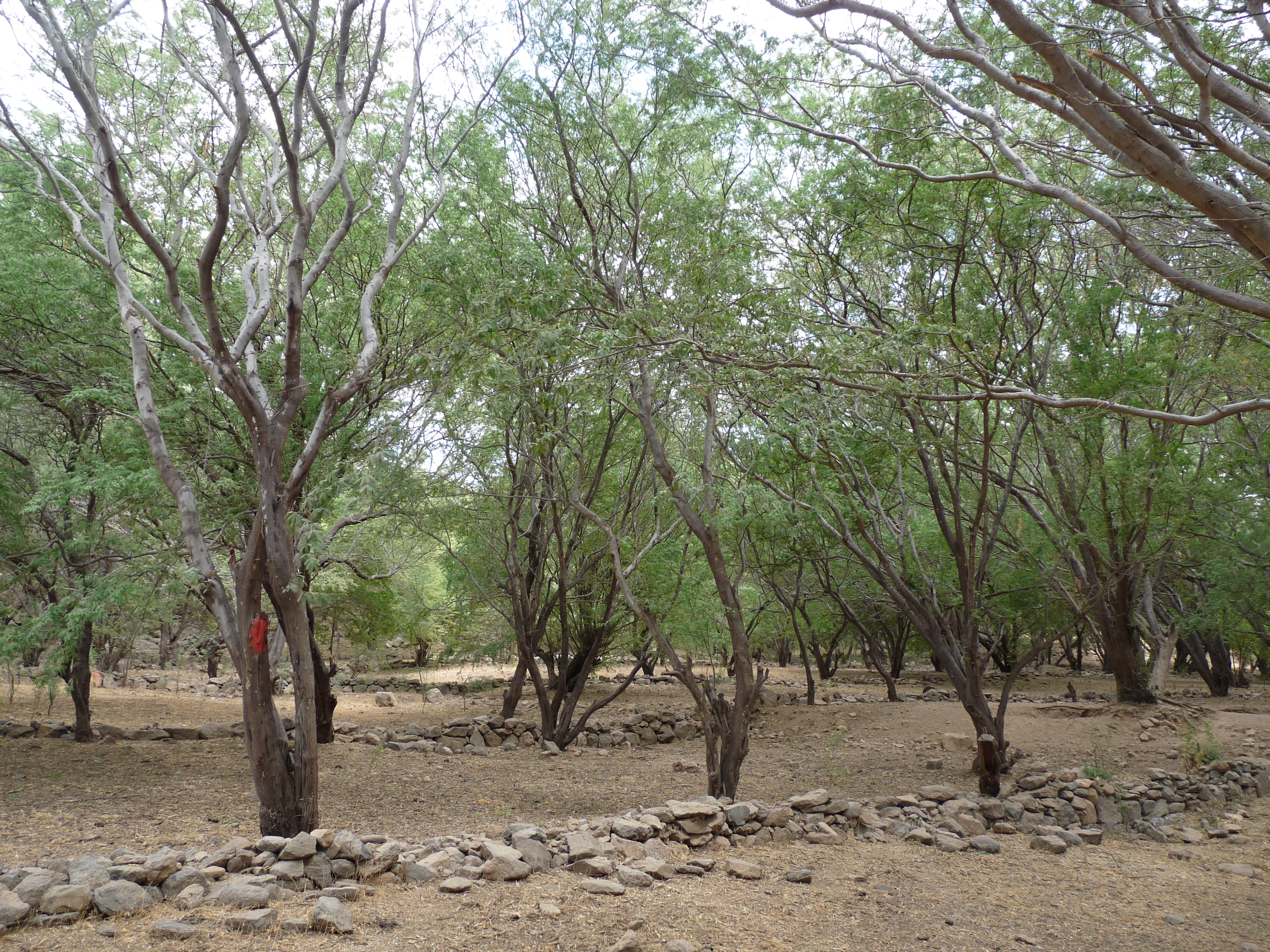
Foresta di acacie sull'isola di Santiago

Prima della colonizzazione umana, le pianure erano ricoperte da una vegetazione di savana o steppa e le zone più elevate da una boscaglia arida. Sulle isole più montuose dominava la foresta monsonica secca. La maggior parte di questa vegetazione originaria è scomparsa, e ne rimangono solamente piccoli frammenti sulle cime dei monti e in altre zone inaccessibili. Novantadue specie di piante sono endemiche. Tra queste, figura un piccolo albero chiamato marmulán (Sideroxylon mermulana).

## Fauna
Le isole costituiscono un sito di nidificazione per uccelli marini come il petrello di Capo Verde (Pterodroma feae), la fregata magnifica (Fregata magnificens) e il fetonte codarossa (Phaethon rubricauda). Inoltre l'ecoregione ospita quattro specie endemiche di uccelli: il passero di Capo Verde (Passer iagoensis), il rondone di Alexander (Apus alexandri), l'allodola di Raso (Alauda razae), in pericolo critico di estinzione, presente unicamente sull'isola omonima, e la cannaiola di Capo Verde (Acrocephalus brevipennis), minacciata, presente solamente sull'isola di Santiago. Tutte le venticinque specie di lucertole presenti a Capo Verde sono endemiche: tra esse figurano le otto specie di scinchi del genere Chioninia, tra cui l'estinto scinco gigante di Capo Verde (Chioninia coctei), che era presente solamente sull'isola di Raso, e varie specie di gechi, quattro del genere Hemidactylus e tredici del genere Tarentola, tra le quali spicca la tarantola gigante (Tarentola gigas), presente a Raso e a Branco.

## Conservazione
L'ecoregione è considerata in pericolo critico: l'agricoltura e l'introduzione di piante esotiche hanno distrutto la maggior parte della fauna e della flora originarie.